# Ekefors Skrothandel
Ekefors Skrothandel AB är ett företag inom återvinningsbranschen, etablerat 1985. Skrothandeln bedriver sin verksamhet på det tidigare stationsområdet i Ekefors, i Tranemo kommun, och har tidigare utnyttjat Västra Centralbanan, som genomkorsade området, för sin verksamhet.
Från 1986 till i juni 1991 körde skrothandeln egna tåg till SJ:s anslutande godstrafik i Sjötofta (5 km norrut). Sedan SJ:s godstrafik från Sjötofta lagts ned återstartade skrothandeln egen godstrafik från Ekefors till Smålands Burseryd (14 km söderut) i maj 1992. Skrothandeln övertog bandelen Ekefors-Smålands Burseryd 1996. Skrothandeln bedrev sporadisk trafik på sin bandel fram till 2004. En av de sista transporterna på spåret torde ha varit beredskapslok som stått uppställda i Landeryds lokstall, som sedan skrotades i Ekefors.